# Trecase
Trecase község (comune) Olaszország Campania régiójában, Nápoly megyében. 

## Fekvése
A megye délkeleti részén fekszik. Határai: Boscotrecase, Ercolano, Ottaviano, Torre Annunziata és Torre del Greco.

## Története
A települést a 15. században alapították, első templomát 1587-ben építették fel. A 17-18. században a nápolyi arisztokrácia kedvelt nyaraló helye volt, ezt számos vidéki villa bizonyítja. 1980-ig Boscotrecase része volt. Trecase híres bortermelő település. 

## Népessége
A népesség számának alakulása:

## Főbb látnivalói
- Palazzo Filipone
- Villa Laugella
- Villa Lebano
- Villa Ruta
- Villa De Ruggiero
- Sant’Antonio da Padova-templom
- Santa Maria delle Grazie-templom
- Santissima Trinità-kápolna